# Egil Hulgaard
Egil Hulgaard (født 30. marts 1962 i Aarhus) er midlertidig stedfortræder i Folketinget for Mette Abildgaard som repræsentant for Det Konservative Folkeparti i Nordsjællands Storkreds, gennem to barselsorlove startet i hhv. 2019 og 2020.
Siden 2010 har Hulgaard siddet som medlem af Furesø Kommunes byråd, med tillidsposten som formand for Udvalget for byudvikling og bolig.
Egil er søn af speciallæge Johannes Hulgaard og advokat Lida Hulgaard. Han blev student fra Marselisborg Gymnasium i Aarhus i 1981, og tog derefter uddannelse som civilingeniør på Danmarks Tekniske Universitet. Han tog til slut en Ph.d med speciale i kræftcellers metastasering, hos Kræftens Bekæmpelse, 1998. Han er i dag gift og har tre børn.